# 九州沖航空戦
九州沖航空戦（きゅうしゅうおきこうくうせん）は、太平洋戦争（大東亜戦争）末期の1945年3月18日から同月21日の間に日本近海の洋上で起こった日本軍航空部隊とアメリカ軍の各海軍部隊による戦闘である。

## 背景
当時日本の大本営は、3月17日に硫黄島守備隊指揮官の栗林忠道中将から訣別電を受けており、硫黄島の戦いにおける日本軍の組織的な抵抗は終わろうとしていた。しかもこの頃、日本本土へのアメリカ軍機による空襲が活発化し、1945年2月にはアメリカ海軍空母部隊が関東地方周辺へ航空攻撃作戦を行った。
大本営は4月初頭にもアメリカ軍が沖縄へ上陸してくることを予見。九州へアメリカの空母部隊がいつ来襲してもおかしくないという危機的な状況であった。
アメリカ海軍は、4月1日の沖縄上陸に向け、日本軍の反撃戦力を事前に殺ぐため日本本土を機動部隊で攻撃することにした。1945年3月初め、アメリカ海軍空母部隊はカタ604船団を全滅させた。
第58任務部隊は一旦ウルシー泊地へ帰還したが、3月11日に九州の鹿屋基地から発進した梓特別攻撃隊の銀河がウルシー泊地に突入し、空母「ランドルフ」を大破させた。

## 戦闘経過
3月18日、空母12隻を基幹とするマーク・ミッチャー中将率いるアメリカ第58任務部隊艦上機約1,400機が、第5艦隊司令長官レイモンド・スプルーアンス大将による指揮のもと日本近海に現れ、九州、四国、和歌山などの各地域を襲った。これに対して日本軍は、宇垣纏海軍中将率いる第五航空艦隊（指揮下の陸軍飛行戦隊2個に属する四式重爆撃機「飛龍」を含む）が反撃を開始した。神風特別攻撃隊を含めた日本軍機の攻撃で空母「イントレピッド」、「ヨークタウン」、「エンタープライズ」が小破した。しかし、この日、日本軍は特攻機69機を含む攻撃部隊全193機のうち、約8割である161機を失い、このほか50機が地上で損傷を受けた。さらにアメリカ軍機を迎撃した零式艦上戦闘機も47機の損害を出した。アメリカ軍機の損害は29機撃墜され、2機が損傷したにとどまった。
翌3月19日には、米機動部隊の一部は高知県室戸岬のおよそ80キロ沖にまで接近。艦上機部隊は主に瀬戸内海を空襲し、呉の軍港に停泊中の日本の水上艦艇の一部を攻撃。軽巡洋艦大淀が中破、空母天城、龍鳳及び戦艦榛名、日向、巡洋艦利根が小破するなどの被害が出た。
これに対し日本軍は、特攻隊を交えた出動可能な全航空兵力をもって激しく反撃。室戸岬に最も近づいていた空母「フランクリン」と「ワスプ」を大破させた。「フランクリン」では戦死者が832名にも及んだ。「フランクリン」への攻撃は、第762海軍航空隊の攻撃第406飛行隊に所属の銀河1機の急降下爆撃によるものである。「フランクリン」は懸命の応急処置により辛うじて沈没だけは免れたが、甚大な被害状況のため米本土に帰還し、終戦まで戦線を離脱した。他の空母1隻も、しばらく戦線を離脱した。
また、同日には、呉軍港を空襲した米艦上機群の一部を、松山海軍航空基地に展開していた第三四三海軍航空隊（通称：「剣」部隊。司令：源田実海軍大佐）指揮下の局地戦闘機「紫電・紫電改」約60機（3個飛行隊の稼働機全機）が松山周辺上空で迎撃し、大規模な空中戦となった。日本側は、F6Fヘルキャット戦闘機など50機あまりを撃墜したと報じ、日本軍の損失は被撃墜・未帰還16機（偵察飛行隊所属の艦上偵察機『彩雲』のうちの1機が高知県津野町上空にて敵機に体当たり自爆したのを含む）の「大勝利」と判断した。これは日本海軍航空隊の最後の大戦果として知られているが、アメリカ軍の記録によると未帰還機・修理不能機数は日本側とほぼ同数にとどまり、規模の大きな空戦にありがちな戦果の誤認があったと見られる。
3月20日、アメリカ軍は沖縄戦に備えるべく空母の補給を行いつつ南西に進み、日本の反撃に耐えた。翌日の3月21日、米機動部隊は都井岬沖の洋上に移動。ここで日本軍は初の桜花の実戦投入を行った。しかし、桜花15機を搭載した第721海軍航空隊所属第1神風桜花特別攻撃隊神雷部隊の一式陸上攻撃機18機全機が米艦上戦闘機群に捕捉されて撃墜された。この日の戦闘では、日本軍の戦死者160名、神雷部隊護衛の零戦10機前後未帰還、他22機の損害を出した。神雷部隊指揮官の野中五郎少佐は、出撃の直前に玉砕戦になることを予期してか「これは湊川だよ」と呟いていた。

## 結果
戦闘の後、日本の第五航空艦隊が報告した総合撃沈戦果によると、日本軍の戦果は空母5隻・戦艦2隻・重巡洋艦1隻・軽巡洋艦2隻・不詳1隻とされた。大本営海軍部は、航空戦が開始された3月18日から連日にわたって大本営発表を行い、3月23日には総合戦果を発表した。それによると、撃沈が空母5隻、戦艦2隻、巡洋艦3隻、不詳1隻で、撃墜が約180機となっており、日本軍側の損害は約150機とされている。実際には撃沈されたアメリカ軍主力艦艇はないなどこの発表は過大であるが、損傷を与えた艦艇数はほぼ正しく算定されている。一方、日本側の基地航空部隊は主力の第五航空艦隊が戦力の多くを失った。
日本軍は大打撃を受けたアメリカ艦隊が一時的にウルシー環礁へ帰投すると判断したが、実際には作戦を継続するだけの戦力が残っていた。アメリカ機動部隊は3月23日から南西諸島各地を攻撃し、沖縄への増援部隊を乗せたカナ304船団を全滅させるなど日本側に甚大な損害をもたらした。主力の第五航空艦隊が壊滅状態の日本軍は、即座に有効な反撃を行うことができなかった。
その後アメリカ機動部隊はイギリス太平洋艦隊の空母四隻（「イラストリアス」、「ヴィクトリアス」、「インドミタブル」、「インディファティガブル」）からなる機動部隊と合流し、不足分の戦力を補充して沖縄戦に臨んだ。